# Burnelli UB-14
Burnelli UB-14 là một mẫu thử máy bay vận tải của Hoa Kỳ, do hãng Vincent Burnelli thiết kế chế tạo trong thập niên 1930.

## Biến thể
- UB-14
- UB-14B
- UB-14B

## Tính năng kỹ chiến thuật (UB-14B)
Đặc điểm tổng quát
- Kíp lái: 2
- Sức chứa: 14-18 hành khách
- Chiều dài: 44 ft 0 in (13,41 m)
- Sải cánh: 71 ft 0 in (21,64 m)
- Chiều cao: 10 ft 0 in (3,05 m)
- Diện tích cánh: 686 ft2 (63,73 m2)
- Trọng lượng rỗng: 9.200 lb (4.173 kg)
- Trọng lượng có tải: 17.500 lb (7.938 kg)
- Động cơ: 2 × Pratt & Whitney Hornet, 750 hp (560 kW) mỗi chiếc mỗi chiếc

Hiệu suất bay
- Vận tốc cực đại: 210 mph (383 km/h)
- Vận tốc hành trình: 205 mph (330 km/h)
- Tầm bay: 1240 dặm (1996 km)
- Trần bay: 22.000 ft (6.705 m)